# Maria Theresia von Paradis
Maria Theresia von Paradis, o anche von Paradies (Vienna, 15 maggio 1759 – Vienna, 1º febbraio 1824), è stata una pianista, compositrice e musicista austriaca per la quale Wolfgang Amadeus Mozart potrebbe aver scritto il suo Concerto per pianoforte n. 18 in si bemolle maggiore.

## Biografia

### Primi anni e formazione
Maria Theresia Paradis era figlia di Joseph Anton Paradis, segretario imperiale del commercio e consigliere di corte dell'Imperatrice Maria Teresa d'Austria, dalla quale prese il nome. L'imperatrice, tuttavia, non era la sua madrina, come si credeva spesso. Tra i 2 e 5 anni perse la vista. La Paradis fu curata dalla fine del 1776 fino alla metà del 1777 dal famoso Franz Anton Mesmer, che fu in grado di migliorare temporaneamente le sue condizioni fino a quando lei non fu tolta dalle sue cure, per il timore da un lato di un possibile scandalo, dall'altro dalla perdita della sua pensione di invalidità. In ogni caso, con l'allontanamento dal Dr. Mesmer la cecità tornò in modo permanente.
Le fu impartita una vasta formazione nelle arti musicali da Carl Friberth (teoria musicale e composizione), Leopold Kozeluch (pianoforte), 
Vincenzo Righini (canto), Antonio Salieri (canto e composizione) e Abbé Vogler (teoria musicale e composizione).

### Commissioni
Dal 1775 la Paradis si esibì come cantante e pianista in vari saloni e concerti viennesi. Varie opere furono composte per essere eseguite da lei, in particolare:
- un concerto per organo di Antonio Salieri nel 1773 (a cui manca il secondo movimento);
- un concerto per pianoforte (probabilmente il n. 18, K.456) di Mozart nel 1784;
- un concerto per pianoforte di Joseph Haydn (HXVIII: 4), che fu probabilmente presentato a Parigi nel 1784, ma sembra essere stato composto nel 1770, il cui manoscritto originale è ora perduto.

A proposito del concerto K. 456, alcuni ritengono che questo concerto fosse quello destinato alla Paradis, ma ci sono controversie al riguardo. Da The Mozart Family: Four Lives in a Social Context di Ruth Halliwell leggiamo:
In ogni caso, la Paradis aveva una memoria eccellente e un udito eccezionalmente accurato, perché si diceva che avesse imparato a memoria oltre 60 concerti, nonché un vasto repertorio di opere soliste e religiose.

### In tournée in Europa
La Paradis non rimase confinata a Vienna. Nel 1783 partì per una lunga tournée a Parigi e Londra, accompagnata da sua madre e dal librettista Johann Riedinger che inventò per lei una tavola per la composizione. Nell'agosto di quell'anno visitarono i Mozart a Salisburgo, anche se il diario di Nannerl sembra organizzare questo incontro a settembre. Suonò a Francoforte e in altre città tedesche, poi in Svizzera. La Paradis raggiunse finalmente Parigi nel marzo del 1784. Il suo primo concerto fu tenuto ad aprile al Concert Spirituel; la recensione del Journal de Paris osservava: "... bisogna averla ascoltata per farsi un'idea del tocco, della precisione, della fluidità e della vividezza del suo modo di suonare". Complessivamente fece un totale di 14 presenze a Parigi, con ottime recensioni e consensi. Aiutò anche Valentin Haüy ("il padre e l'apostolo dei non vedenti") a fondare la prima scuola per non vedenti, che fu aperta nel 1785.
Si recò a Londra alla fine del 1784 e si esibì nei successivi mesi a corte, alla Carlton House (la casa del Principe di Galles) e nei concerti professionali di Hanover Square, tra gli altri posti. Suonò fughe di Händel per Giorgio III e in seguito accompagnò il Principe di Galles, un violoncellista. Tuttavia i suoi concerti persero terreno, essendo meno ben accolti e frequentati a Londra che a Parigi. Continuò a fare tournée in Europa occidentale (compresa Amburgo, dove conobbe Carl Philipp Emanuel Bach) e dopo aver attraversato Berlino e Praga, finì di nuovo a Vienna nel 1786. Altri piani furono fatti per dare concerti negli stati italiani e in Russia, ma nessuno di questi fu realizzato. Ritornò a Praga nel 1797 per la produzione della sua opera Rinaldo e Alcina.

### Composizioni e anni successivi
Durante la sua tournée in Europa la Paradis iniziò a comporre musica solista per pianoforte e brani per voce e tastiera. La prima musica che le fu attribuita viene spesso citata come un insieme di quattro sonate per pianoforte risalenti al 1777 circa, ma queste sono in realtà di Pietro Domenico Paradisi, al quale gran parte della musica della Paradis viene spesso erroneamente attribuita. La sua prima opera importante esistente è la collezione Zwölf Lieder auf ihrer Reise in Musik gesetzt, composta tra il 1784-86.
La sua opera più famosa, la Sicilienne in mi bemolle maggiore per violino e pianoforte, è spuria, poiché si ritiene che sia stata composta dal suo presunto scopritore, Samuel Dushkin.
Dal 1789 la Paradis iniziò a dedicare più tempo alla composizione che agli spettacoli, come dimostra il fatto che dal 1789 al 1797 compose cinque opere e tre cantate. Dopo il fallimento dell'opera Rinaldo e Alcina del 1797, trasferì sempre più della sua energia nell'insegnamento. Nel 1808 fondò la sua scuola di musica a Vienna, dove insegnava canto, pianoforte e teoria alle ragazze. Una serie di concerti della domenica in questa scuola caratterizzò il lavoro dei suoi eccezionali allievi. Continuò ad insegnare fino alla sua morte nel 1824.
Durante la composizione usava una tavola da composizione inventata da Riedinger, suo partner e librettista, e per corrispondenza una macchina da stampa a mano inventata da Wolfgang von Kempelen. Le sue canzoni sono per lo più rappresentative dello stile operistico, che mostra colorature e trilli. L'influenza di Salieri si può vedere nella composizione delle scene drammatiche. Gran parte del lavoro teatrale è modellato sullo stile viennese dello Singspiel, mentre i suoi lavori per pianoforte mostrano una grande influenza da parte del suo insegnante Leopold Koželuh.

## Elenco delle opere

### Opere teatrali
- Ariadne und Bacchus, melodramma, 20 giugno 1791 (perduta)
- Der Schulkandidat, 5 dicembre 1792, parte del II atto e tutto l'atto III (Overture: ClarNan Editions; il resto perduto)
- Rinaldo und Alcina, Zauberoper, 30 giugno 1797 (perduta)
- Große militärische Oper 1805 (perduta)
- Zwei ländliche Opern (perduta)

### Cantate
- Trauerkantate auf den Tod Leopolds II, 1792 (perduta)
- Deutsches Monument Ludwigs des Unglücklichen, 1793
- Kantate auf die Wiedergenesung meines Vaters (perduta)

### Lavori strumentali
- Pianoforte Concerto in Sol (perduta)
- Pianoforte Concerto in Do (perduta)
- 12 Piano Sonatas, 1792 (perduta)
- Pianoforte Trio, 1800 (perduta)
- Fantasie in Sol, piano, 1807
- Fantasie in Do, piano, 1811
- Keyboard Variations (perduta)
- An meine entfernten Lieben, piano (perduta)
- Varie canzoni e lieder per un totale di almeno 18 opere, di cui due perse.

## Spartiti
- IMSLP, tra cui la Sicilienne in mi bemolle maggiore per violino e pianoforte erroneamente attribuita.

## Riferimenti culturali

### Romanzi e racconti
- Julian Barnes. "Harmony." In Pulse, una raccolta di racconti di Julian Barnes. New York: Alfred A. Knopf, 2011.
- Michèle Halberstadt, L'incroyable histoire de Mademoiselle Paradis, Parigi, Albin Michel, 3 gennaio 2008, ISBN 978-2226182012.
- Brian O'Doherty. The Strange Case of Mademoiselle P.[Novel]. Vintage, London 1992, ISBN 0 09 922371 6.
- Alissa Walser. Mesmerized [Novel]. London: MacLehose Press, 2012.
- Jean Thuillier. "Franz Anton Mesmer ou L'extase Magnétique" [Biography/Novel]. Paris, Robert Laffont 1988.

### Commedie
- Claudia Stevens. Playing Paradis. 1994.

Documentazione video, sceneggiatura, schizzi musicali e storia delle esibizioni, disponibile nei documenti di Claudia Stevens, Collezioni speciali, Earl Gregg Swem Library, College of William and Mary. (Special Collections Research Center) 
Una commedia musicalmente auto accompagnata in due atti, testo e musica di Claudia Stevens, relativa alla relazione di Maria Theresia con Mesmer e la cecità come metafora.

### Film
- Miloš Forman, dir. Amadeus. Warner Brothers, 2002.

La Paradis è menzionata in una scena in cui Antonio Salieri riferisce dell'affermazione dell'Imperatore Giuseppe II che la Paradis sarebbe stata molestata da Mozart durante una lezione. Questa affermazione, nel contesto del film, è alla fine interpretata come uno stratagemma da parte di Salieri per ostacolare la nomina di Mozart a una posizione reale (insegnando alla giovane nipote dell'Imperatore).
- Roger Spottiswoode Mesmer. Image Entertainment, 2000.
- Mademoiselle Paradis di Barbara Albert, partecipante al Cleveland International Film Festival 2018, maggiori informazioni su mademoiselle-paradis.com